# Cour d'appel de Bourges
La cour d'appel de Bourges connaît des affaires jugées par les tribunaux de son ressort qui s'étend sur les départements du Cher, de l'Indre et de la Nièvre.

## Histoire
Le Palais de justice est installé dans ces bâtiments depuis 1906, à la suite de la laïcisation qui a entraîné le départ du grand séminaire, qui l'occupait depuis 1822.
Initialement les bâtiments étaient les locaux du couvent des Ursulines créé à l'initiative de Mme Lebègue née Champgrand, qui avait initié en 1631 l'installation de cet ordre religieux consacré à l'éducation des jeunes filles dans le cadre du mouvement de la Contre-réforme. Les terrains situés au niveau de la rue des Arènes, entre le pied du Palais Jacques-Cœur et la place Bourbon (actuelle place de la Nation), où se tenait le marché, avaient été acquis progressivement et avec une certaine difficulté entre le 22 juin 1638 et le 10 janvier 1641, puis après un procès avec les habitants du quartier, entre juillet 1665 et août 1699 ou la première pierre de la construction a été posée par le Conseiller du roi, Henri Lebègue.
La construction du couvent sur l'incitation de l'archevêque de Bourges: Michel Phélypeaux de La Vrillière (1679-1694), avait été demandée à l’architecte Pierre Bullet (1639-1716), qui devait ainsi dessiner les plans d’un nouveau monastère, parallèlement à l'édification du Palais archiépiscopal de Bourges et du château de Turly.
La communauté des Ursulines a donc exercé dans ces vastes bâtiments de style classique jusqu'à la Révolution mais en 1792, à la suite de l'inventaire des biens, les religieuses furent expulsées car le décret du 13 février 1790 avait supprimé les Ordres religieux .Les bâtiments servirent alors de prison et même de grenier à grain mais n'était pas disponible, lorsqu'après le concordat: 6 religieuses revirent, les obligeant à intégrer l’ancien couvent des Carmes, et ensuite le couvent de Sainte-Claire.
En 2019, la Cour d'Appel de Bourges adopte un logo créé par une étudiante en BTS Communication à Bourges. Ce logo « n’est pas un détail superflu alors que la loi de programmation et réforme pour la justice préconise notre modernisation. C'est un signe de modernité. » se félicite Mauricette Danchaud, alors Première Présidente de la Cour.

## Organisation

### Première présidence
- Du 25 décembre 2009 au 28 janvier 2017 : Dominique Decomble, conseiller à la Cour de cassation[3],[4] ;
- Depuis le 1er février 2017 : Mauricette Danchaud, conseillère à la Cour de cassation[5].
- Depuis le 29 septembre 2022 : Alain Vanzo, jusqu'alors président du tribunal judiciaire de Boulogne-sur-Mer[6]

### Parquet général
Procureur général :
- Du 1er juillet 2013 au 21 avril 2017 : Jeanne-Marie Vermeulin, avocate générale à la Cour de cassation[7],[8] ;
- Depuis le 21 avril 2017 : Marie-Christine Tarrare, avocate générale à la Cour de cassation[5],[8].
- Depuis le 29 septembre 2022 : Éric Maillaud[6]

## Tribunaux du ressort
Le ressort est composé de trois arrondissements judiciaires dont les tribunaux sont répartis comme suit :
|        | 3 tribunaux judiciaires | 2 tribunaux de proximité | 3 conseils de prud'hommes | 3 tribunaux de commerce |
| ------ | ----------------------- | ------------------------ | ------------------------- | ----------------------- |
| Cher   | - Bourges               | - Saint-Amand-Montrond   | - Bourges                 | - Bourges               |
| Indre  | - Châteauroux           |                          | - Châteauroux             | - Châteauroux           |
| Nièvre | - Nevers                | - Clamecy                | - Nevers                  | - Nevers                |

À ces tribunaux s'ajoute une Maison du droit située à Vierzon.

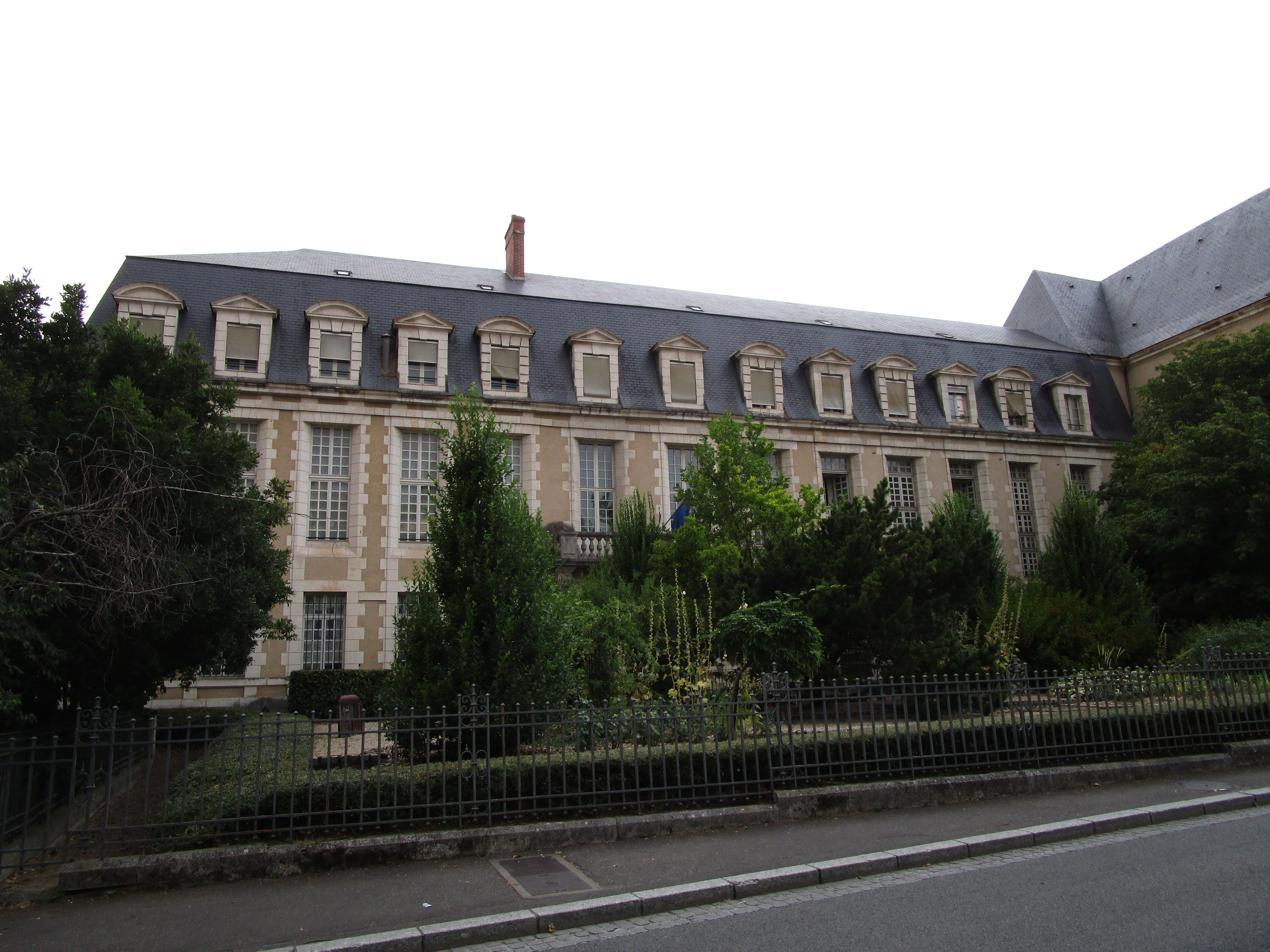
Le palais de justice de Bourges en juillet 2019.
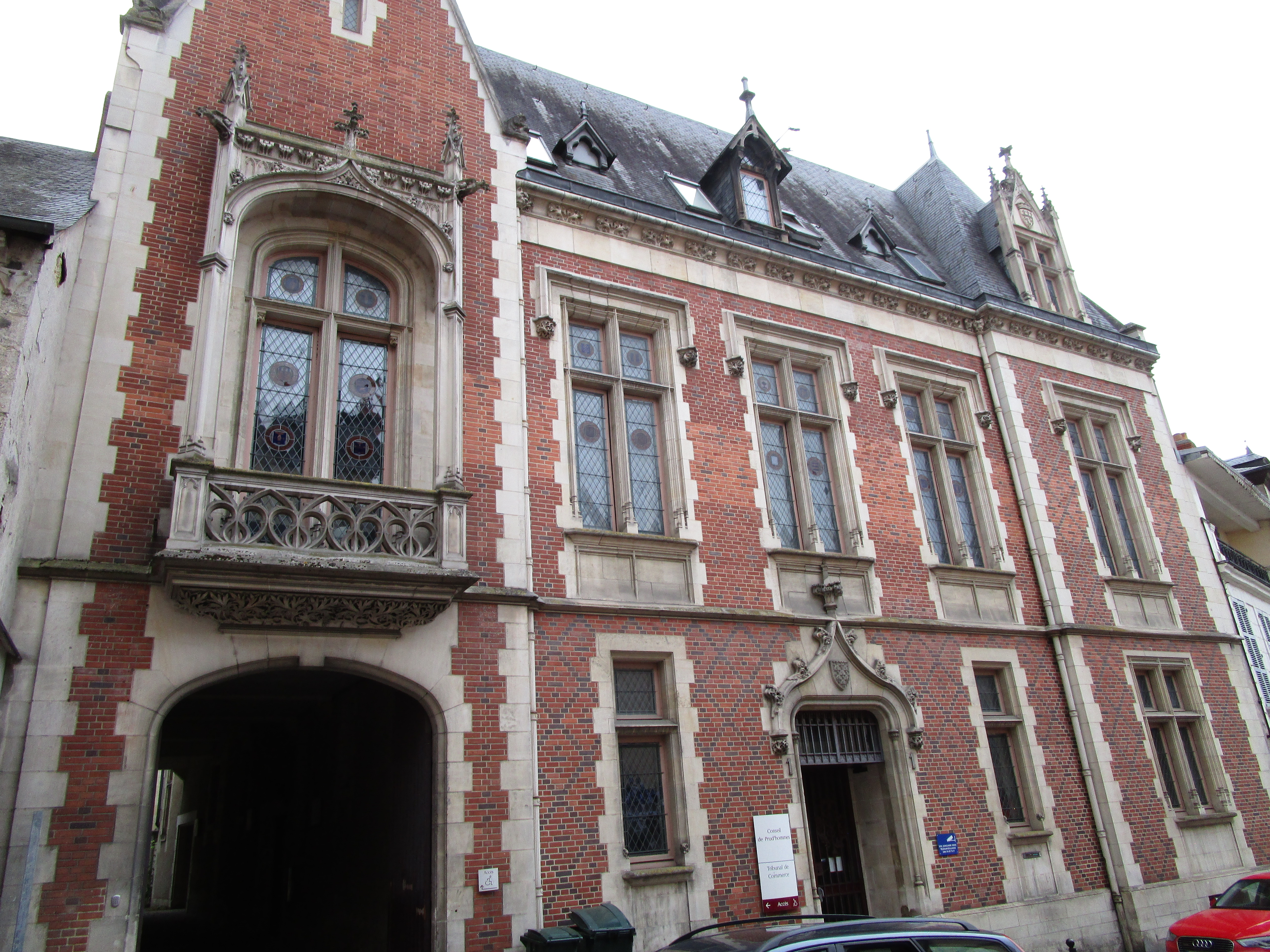
Le bâtiment du conseil de prud'hommes et du tribunal de commerce de Bourges, en juillet 2019.

## Événements
Lors de la rentrée solennelle de la juridiction le 20 janvier 2025, il est fait état d'un bilan de 898 nouvelles affaires en 2024, traitées avec des délais de jugement "parmi les meilleurs de France" ont indiqué le Procureur général et le Premier Président de la Cour d'Appel. "Les gens n'attendent pas trop pour obtenir leur décision, lorsqu'ils interjettent un appel, en matière pénale, c'est 7 mois au maximum. En matière familiale, les appels sont rendus entre 5 et 10 mois au maximum", assure Éric Maillaud, Procureur général.